# Norča
Norča (izvirno srbsko Норча) je naselje v Srbiji, ki upravno spada pod Občino Preševo; slednja pa je del Pčinjskega upravnega okraja.

## Demografija
V naselju živi 623 polnoletnih prebivalcev, pri čemer je njihova povprečna starost 27,9 let (27,2 pri moških in 28,6 pri ženskah). Naselje ima 251 gospodinjstev, pri čemer je povprečno število članov na gospodinjstvo 3,95.
|  |

| Demografija | Demografija     | Demografija     |
| Leto        | Št. prebivalcev | Št. prebivalcev |
| ----------- | --------------- | --------------- |
|             |                 |                 |
|             |                 |                 |
|             |                 |                 |
|             |                 |                 |
| 1948        | 597             |                 |
| 1953        | 637             |                 |
| 1961        | 738             |                 |
| 1971        | 904             |                 |
| 1981        | 1002            |                 |
| 1991        | 1052            | 1017            |
| 2002        | 1312            | 992             |
|             |                 |                 |

| Etnična sestava po popisu iz leta 2002 | Etnična sestava po popisu iz leta 2002 | Etnična sestava po popisu iz leta 2002 | Etnična sestava po popisu iz leta 2002 | Etnična sestava po popisu iz leta 2002 |
| -------------------------------------- | -------------------------------------- | -------------------------------------- | -------------------------------------- | -------------------------------------- |
| Albanci                                | Albanci                                |                                        | 979                                    | 98,68%                                 |
| Srbi                                   | Srbi                                   |                                        | 4                                      | 0,40%                                  |
| Muslimani                              | Muslimani                              |                                        | 3                                      | 0,30%                                  |
| Neznano                                | Neznano                                |                                        | 5                                      | 0,50%                                  |